# 阿坎波 (加利福尼亞州)
阿坎波（英語：Acampo）是位於美國加利福尼亞州聖華金縣的一個人口普查指定地區。

## 地理
阿坎波的座標為38°10′19″N 121°16′49″W / 38.17194°N 121.28028°W，而該地最高點為海拔高度16米（即52英尺）。

## 人口
根據2010年美國人口普查的數據，阿坎波的面積為2.43平方千米，均為陸地。當地共有人口341人，而人口密度為每平方千米140人。